# Алберт Брукс
Алберт Брукс (на немски: Albert Brux) е германски офицер, който служи по време на Втората световна война.

## Живот и кариера
Алберт Брукс е роден на 11 ноември 1907 г. в Лаубан, Германска империя. По време на Втората световна война командва последователно 1-ви батальон от 66-и стрелкови полк, 43-ти мотоциклетен батальон и 40-и танково-гренадирски полк. Между 2 декември 1944 и 19 януари 1945 г. е заместник-командир на 17-а танкова дивизия. В края на януари е ранен и пленен от съветските войски. Освободен е през 1956 г.

## Дати на произвеждане в звание
- Оберст – 1 август 1943 г.

## Награди
- Рицарски кръст – 12 септември 1941 г.
- Рицарски кръст с дъбови листа – 24 юни 1944 г.
- Германски кръст, златен – 23 януари 1943 г.